# راجی جیمز
راجی جیمز (انگلیسی: Raji James؛ زادهٔ ۲۴ فوریهٔ ۱۹۷۰) بازیگر اهل بریتانیا است.
از فیلم‌ها یا برنامه‌های تلویزیونی که وی در آن نقش داشته‌است، می‌توان به پوآرو، دکتر هو، تلفات، شهر هالبی، رابین هود، خیابان کورونیشن، ایست‌اندرز، بشقاب پرنده، شرق شرق است، تحریک، هوابرد اشاره کرد.